# Castilló de Sos
Castilló de Sos (en castellà Castejón de Sos) és un municipi de la comarca aragonesa de la Ribagorça. Està situat a l'esquerra de l'Éssera; i comprèn els dos vessants del congosto de Ventamillo. L'extensió del terme és de 32 quilòmetres quadrats.

## Entitats de població

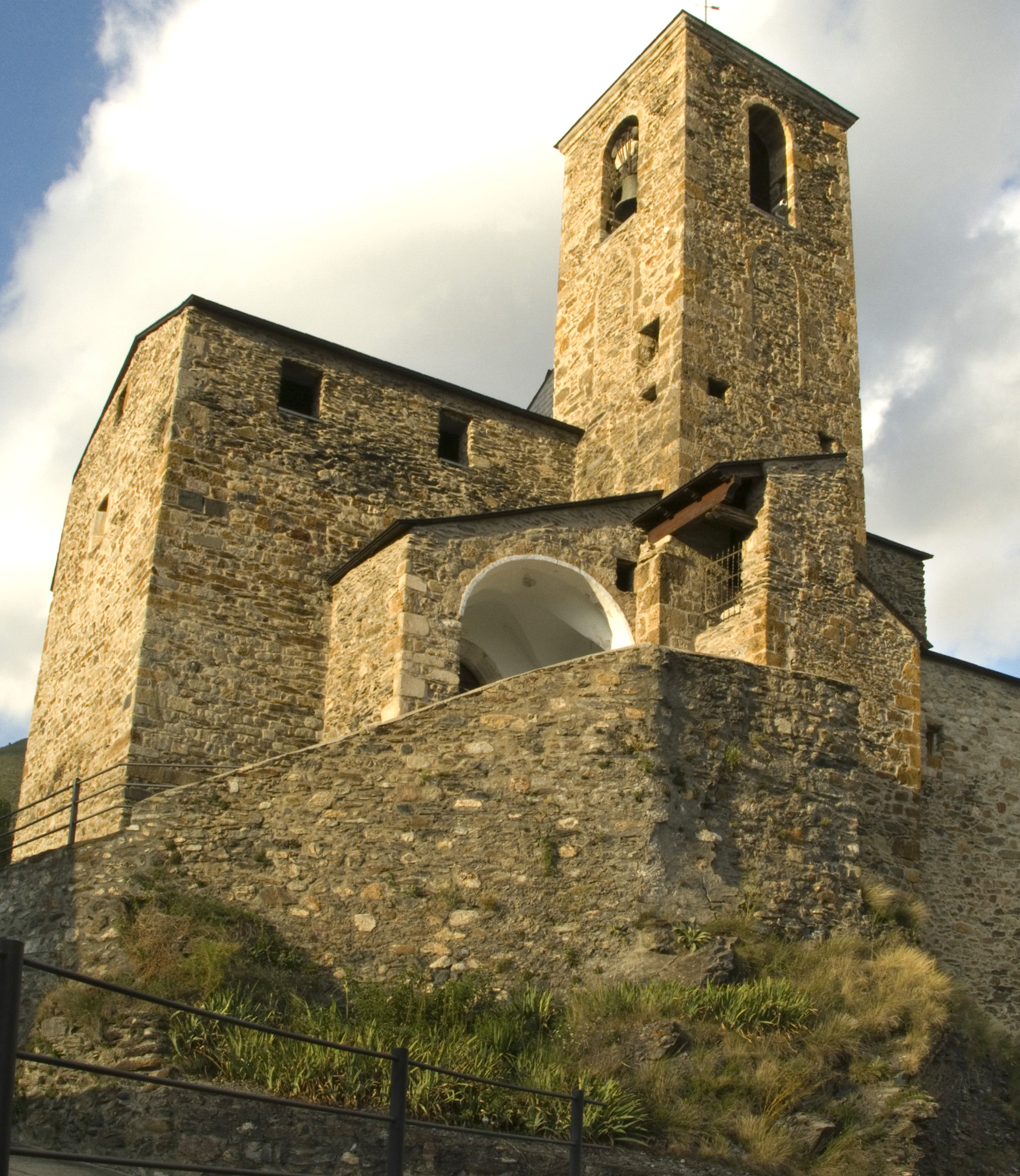
Lliri

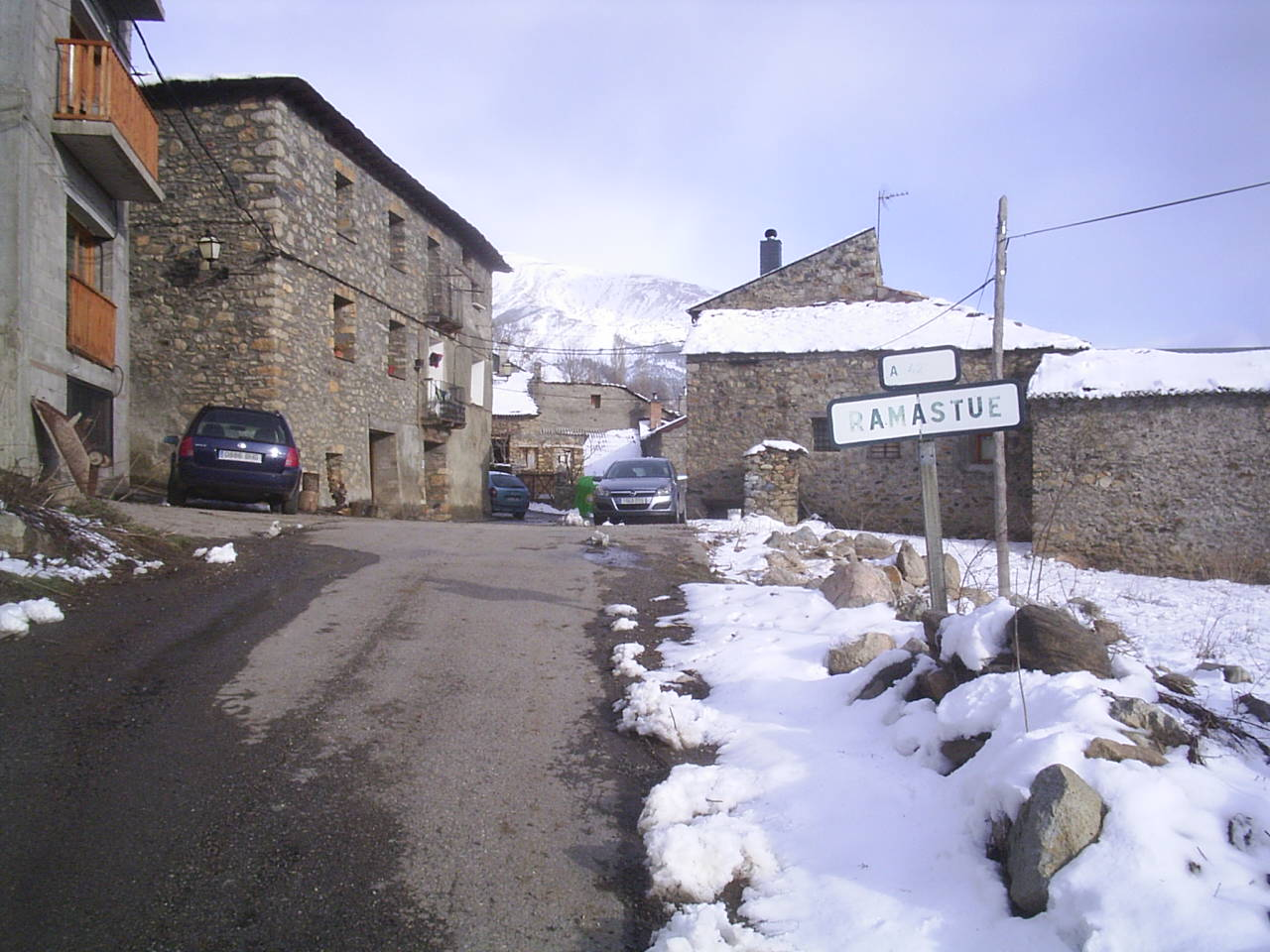
Ramastué

- Castilló de Sos. Cap del municipi situat a una altitud de 904 metres. Va ser seu del Campionat del Món de Parapent a 1.997. També s'han organitzat molts Campionats d'Espanya de Parapent, i diverses proves de la Copa del Món d'aquest esport. En l'actualitat hi ha tres escoles de Parapent, així com dos aeroclubs.[3]
- El Ru (o el Run). Està a 1 quilòmetre i mig de Castilló de Sos i situat a 830 metres sobre el nivell del mar,[4] a la dreta de l'Éssera, abans d'entrar en el profund congosto de Ventamillo (o del Ru).[5]
- Lliri. Està situat a una altitud de 1.325 metres i als vessants occidentals del pic Gallinero (2.728 metres). El 1.991 tenia 44 habitants. Destaquen les Dotze Cascades, bell escenari on practicar barranquisme; i l'enlairament de parapent de Lliri. El llogaret té potencial turístic pel seu barranc Lliri,[6] afluent per l'esquerra de l'Éssera.[7]
- Ramastué. Localitat situada a una altitud sobre el nivell del mar de 1.420 metres, al vessant de la vall, en una zona anomenada El Solano. De les seves edificacions destaca Casa Riu.[8]

| Entitat de població | Habitants |
| ------------------- | --------- |
| Castilló de Sos     | 613       |
| Lliri               | 37        |
| Ramastué            | 14        |
| Ru, el              | 69        |
| Font: Idescat       |           |

- Santuari de la Mare de Déu del Pui, a la vall de Benasc.[9]

## Clima
El seu clima no és extremat a l'hivern, està protegit dels vents del nord i manté a l'estiu temperatures suaus. La temperatura mitjana anual és de 9°; i la precipitació anual, 1200 mm.

## Exemplesromànics
- El Ru
  - Ermita de la Mare de Déu de Gràcia (el Ru).[12]
  - L'Església de Sant Aventí, al mig del poble iniciada també al segle XII.
- Lliri
  - Església parroquial d'origen romànic, àmpliament transformada i remodelada entre els segles XVI i XVII.